# Michael Biggs
Michael Biggs  (født 16. august 1974 i Rio de Janeiro, Brasilien) er søn af togrøveren Ronnie Biggs og er bedst kendt for at være medlem af musikgrupen Turma do Balão Mágico.
Han flyttede til England sammen med sin far i 2001, da Ronald Biggs besluttede at overgive sig til myndighederne efter at have tilbragt 30 år på flugt i Brasilien. Michael Biggs kunne kun få britisk statsborgerskab, da hans mor, brasilianske Raimunda de Castro, giftede sig med sin far i en ceremoni afholdt i fængslet.